# タイガー小堺
タイガー 小堺（タイガー こさかい、1982年 - ）は、日本のAV監督。通称：カリスマAV監督。

## 来歴
- 1982年、兵庫県生まれ[1]。
- 2005年、東洋大学中退。
- 2005年、古松映像に入社[1]。
- 2006年、AV監督デビュー。
- 2009年、監督作品『世界で一番大きなチ○ポを持つ男のSEX』シリーズ（ROOKIE）で頭角を現す[1]。
- 2014年、監督作品『100人×中出し　上原亜衣』（本中）が、AV OPEN 2014 のヘビー級第一位を受賞[2]。
- 2016年、上原亜衣の引退作同時5本リリースの総監督を務めた[3]。
- 2018年6月、オンラインサロン「キカタン2.0」を開始[4][5]。

## 人物
- 得意ジャンルが無いのがコンプレックス[1]。月最高15本AVを撮っていた[6]。
- デビュー作、引退作を任されることも多く、企画もの、パロディ作品にも定評がある[7]。
- AV監督としてだけでなく、AV男優として作品に関わることがあり、希志あいのにぶっかけしたことがある[8]。かすみ果穂にはフェラ抜きされた。
- お金の計算が苦手で家賃まで撮影費用として使用したり、滞納してライフラインを止められたりした。作ることが好きなので、自分の取り分よりスタジオ代の延長費などに充ててしまう結果としている[5]。AD時代には自宅をAVの撮影に使われたこともある。
- 古松映像/CROSS時代の先輩に、ザック荒井（Zack Arai）、ドラゴン西川（Dragon Nishikawa）、歌手デビュー前の鼠先輩がいた[9]。
- 好きなAVは、V&Rプランニングの作品[1]。
- 好きなAV女優は、篠田ゆう[10]。
- 本名は明かしていないが、小堺の部分も含め芸名であることを公言している。
- お笑い好きであり、AV監督のとりかわと組んで2019年、2021年とM-1に挑戦して1回戦を通過している（コンビ名は「全裸監督」、「監督」）[11][12][13]。影響を受けたものに『ウンナンの気分は上々。』や『探偵ナイトスクープ』を挙げている[14]。
- 転換期になった作品の一つとして『こんな田舎者だけどAV女優になれますか？ 宮崎の人口2000人の街から来た女の子が上京AVデビュー』（2020年、本中）を挙げている[15]。女優のひととなりを知ることで深堀する撮影法は以後の女優デビュー作でも取り入れられた[15]。

## 監督作品

### アダルトビデオ
- 『超高級中国エステ裏メニュー』（CROSS、2006年11月19日）出演者:緒川さら、矢藤あき、鈴木琳茄、長瀬あずさ、辻本りょう、白川なつみ、平山加奈、椎名りく
- 『制服援助交際 240min。』（CROSS、2006年12月19日）出演者:星沢マリ、麻生岬、新村愛、相沢さゆり、みずほ、岡沢ジュン、工藤まあこ、平嶋恵理、森本美貴
- 『脱ぎたてホカホカ生パンティーでイカされ2時間。』（CROSS、2007年1月19日）出演者:妹川尚子、若葉かおり、姫野愛、結城リナ、椎名りく、中谷瑠華
- 『肛門アクメLOVE』（CROSS、2007年3月19日）出演者:大石ひとみ、愛川由衣、望月加奈、楓、雨宮わかな
- 『熟マゾレズビアン 元6代目ミ○スカポリス　神楽メイ』（CROSS、2007年4月19日）その他出演:桜田さくら、月野しずく、瀬名えみり、愛音ゆう
- 『肛門ノンストップ淫語オナニー』（CROSS、2007年5月19日）出演:柏木はる、樹林れもん、三好瑠華、Rico、五島せり、神谷まり、姫乃蘭、佐藤美久、れいか、花咲ゆい
- 『睡眠薬FUCK』（CROSS、2007年8月19日）出演:緒川さら、東条しほ、藤井彩、持田茜、中谷瑠華、水咲蓮
- 『世界で一番大きなチ○ポを持つ男のSEX』シリーズ[1]（ROOKIE、2009～2016年）
- 『夢現唄　琥珀うた』[16]（乱丸、2014年2月19日）
- 『100人×中出し　上原亜衣』[6]（本中、2014年8月1日）
- 『ギャルカーウォッシュ』（グローリークエスト、2014年8月21日）出演:涼風ことの、HIKARI、kirari
- 『凄いパイズリ、凄い狭射』シリーズ（MOODYZ、2015年～）- 香山美桜、七草ちとせ、吉川あいみ、澁谷果歩、沖田杏梨、吉永あかね、神咲詩織
- 『－40℃の極寒の地で中出しされた精子は凍るのか？　朝倉ことみ』[10]（本中、2015年9月25日）
- 『寸止め痴女デート　宮崎あや』[1]（h.m.p、2016年2月5日）
- 『上原亜衣引退スペシャル 100人×中出し 引退させたいvs引退させたくない』（本中、2016年4月25日）
- 『上原亜衣引退スペシャル 100人×中出し 孕ませ隊守り隊』（本中、2016年4月25日）
- 『上原亜衣引退スペシャル AV男優×中出し 完全ノーカット6本番!!』（本中、2016年4月25日）
- 『浮気のハードルがめちゃめちゃ低い彼女をハゲ親父・DQN・絶倫野郎に華麗に寝取られ指をくわえて見つめるしかないボク　椎名そら』（MOODYZ、2016年9月13日）

他多数

### バラエティ番組
- 紗倉まなの摩訶不思議 オカルト探訪〜南の島のUFO伝説に迫る〜（2022年、U-NEXT）全話監督兼演出

## 出演作品
- 『美熟女メイドと金持ち坊っちゃん』[1]（CROSS、2006年6月19日）共演:酒井ちなみ、紫彩乃

## 出演

### ウェブテレビ
- エロフェッショナル　AV業界の猛者たち（2018年7月16日、ニコニコ生放送、YouTubeLive）
- AV紳士　第1夜（2018年11月、ピクションシネマ）

### イベント
- 『夢現唄 ユメウツツノウタ』発売記念イベント上映会[16]（2014年2月24日、UPLINK FACTORY）
- 最高峰の「アイドル業界入門」＆「AV業界入門」！[17]（2016年8月1日、LOFT9 Shibuya）
- おやすみホログラム×おはようプログラム[18][19]（2016年9月19日、ロフトプラスワン）